# ورق التصميمات الإنشائية

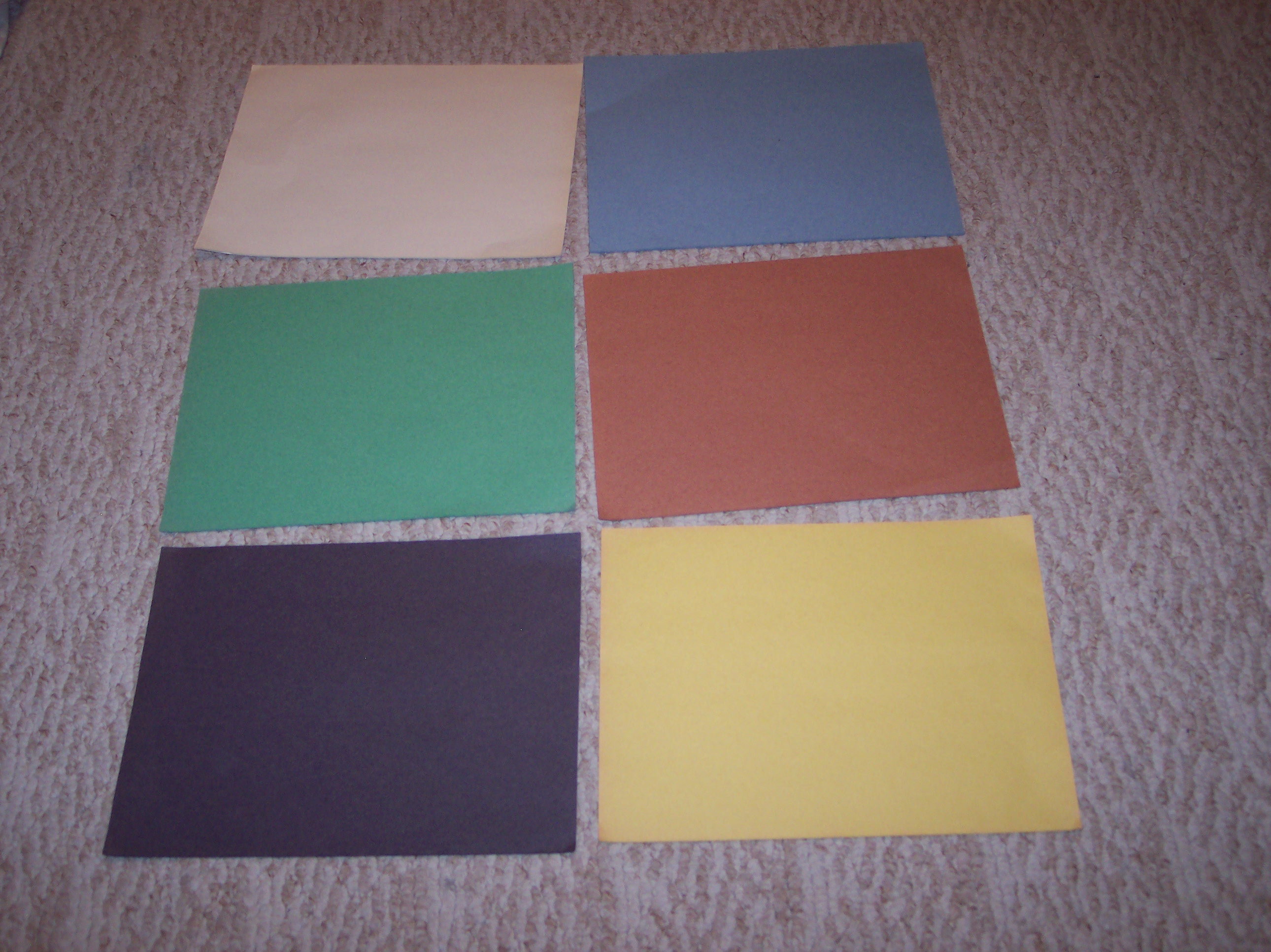

ورق التصميمات الإنشائية (ورق السكر) هو عبارة عن ورق متين وخشن وملون. يتميز ملمسه بالخشونة نسبيًا والسطح غير مصقول. وبسبب المادة الأصلية المصنع منها الورق، وهي لب الخشب بشكل أساسي، يمكن رؤية جزيئات صغيرة على سطح الورق. ويتم استخدام هذا النوع من الورق لأغراض المشاريع أو بعض الحرف.
يكمن أصل مصطلح ورق السكر في استخدامه لتصنيع أكياس السكر. وهو يرتبط ب ـ«الورق الأزرق» المستخدم من قِبل خبازي الحلويات منذ القرن السابع عشر حيث جرى استخدامه في إنجلترا في ذلك الوقت، كما تم، على سبيل المثال، في خبز كعك ريجنسي أو المعروف باسم راتافيا (أو المعكرون).
وتم تصميم الرسوم المتحركة مفاتيح بلو (Blue's Clues) وساوث بارك (South Park) (في بادئ الأمر) باستخدام ورق التصميمات الإنشائية وتقنية وقف الحركة.

## معلومات تاريخية
ارتبط مصطلح «ورق التصميمات الإنشائية» بالمواد في أوائل القرن العشرين، على الرغم من أن العملية العامة لتصنيع الورق بدأت في أواخر القرن التاسع عشر عندما تم الجمع بين إنتاج الورق الصناعي وتكنولوجيا الصباغة الاصطناعية. في هذه الأثناء، تم الإعلان عن ورق التصميمات الإنشائية في المقام الأول لأغراض الفصول الدراسية باعتباره لوحة فعالة لدعم وسائط الرسم المتعددة. وانطوت عملية تصنيع الورق على عملية آلية كانت تعرض الورق للإصباغ بينما كان لا يزال عبارة عن لب الخشب، الأمر الذي يؤدي إلى شمولية التوزيع وتألق اللون. وكانت الأصباغ الأساسية المستخدمة في إنتاج ورق التصميمات الإنشائية متوفرة بكثرة حتى خاضت ألمانيا، المنتج الرئيسي للأنيلين الخاص بالأصباغ في ذلك الوقت، الحرب العالمية الأولى وأوقفت صادراتها. وشهد هذا النقص فترة تم فيها تصنيع ورق التصميمات الإنشائية باستخدام طرق تلوين بديلة.

## الصباغة
إحدى السمات المميزة لورق التصميمات الإنشائية هي إشراقة ألوانه. وقبل تطبيق الأسلوب الكامن وراء تلوين ورق التصميمات الإنشائية، كان يتم تلوين معظم الورق باستخدام الأخضاب والزيوت النباتية التي تتمتع بقدرات تلوين أقل، ثم تم تطوير الأصباغ الاصطناعية، التي أتاحت مجموعة أكبر من الألوان وقوة صباغة أقوى وتكاليف أقل. ومع ذلك، تميل الألوان التي تتيحها الأصباغ الاصطناعية إلى التلاشي على مدى فترات زمنية قصيرة، وهو ما يُلاحظ عادة في ورق التصميمات الإنشائية وتحول الألوان إلى اللون الرمادي.